# Anis Ben Slimane
Anis Ben Slimane (* 16. März 2001 in Kopenhagen) ist ein tunesisch-dänischer Fußballspieler. Als tunesischer und dänischer Staatsbürger lief er für Auswahlmannschaften beider Länder auf; seit 2020 ist er tunesischer A-Nationalspieler.

## Karriere

### Verein
Anis Ben Slimane, als Sohn tunesischer Eltern in Dänemark geboren und aufgewachsen, spielte bei mehreren Klubs in Kopenhagen und im Großraum der dänischen Hauptstadt, bevor er 2015 in die Jugendmannschaften von AB Gladsaxe kam. Im Januar 2018 spielte er beim SC Freiburg vor. Sein erstes Punktspiel für die erste Mannschaft von AB Gladsaxe absolvierte er am 7. April 2018 beim 2:1-Heimsieg in der Abstiegsrunde in der dritten dänischen Liga gegen IF Lyseng. Nach 18 Einsätzen in der dritten Liga, wobei ihm zwei Tore gelangen, schloss sich Ben Slimane im Sommer 2019 der A-Jugend (U19) von Brøndby IF an. Sein erstes Spiel in der Superliga absolvierte er am 16. Februar 2020 beim 2:0-Auswärtssieg gegen Odense BK. In der Saison 2020/21 kommt Anis Ben Slimane regelmäßig zum Einsatz, wobei er in 22 Einsätzen in der Meisterschaft (Stand: 23. April 2021) jedoch nur dreimal in der Anfangsformation stand. Im Sommer 2023 wechselte Ben Slimane zu Sheffield United.

### Nationalmannschaft

#### Jugendnationalmannschaften
Anis Ben Slimane bestritt mindestens zwei Partien für die tunesische U20-Nationalmannschaft. Am 6. September 2019 lief er beim 3:3 im Freundschaftsspiel in Nakskov gegen Wales erstmals für die dänische U19-Nationalmannschaft auf. Insgesamt absolvierte er neun Partien, in denen er zwei Tore erzielte. Seinen letzten Einsatz hatte er am 6. September 2020 beim 0:0 im Testspiel gegen Deutschland.

### A-Nationalmannschaft
Am 8. Oktober 2020 gab Anis Ben Slimane bekannt, künftig für Tunesien zu spielen und debütierte einen Tag später beim Testspiel in Radès gegen den Sudan für die tunesische A-Nationalmannschaft. Dort gelang ihm sein erstes Länderspieltor, als er den Treffer zum 3:0-Endstand erzielte.